# Mężczyzna, który się uśmiechał
Mężczyzna, który się uśmiechał – tytuł oryginalny (szw.) Mannen som log – powieść kryminalna wydana w roku 1994, autorstwa szwedzkiego pisarza Henninga Mankella, stanowiąca czwartą w serii o przygodach Kurta Wallandera. Jej polskie tłumaczenie ukazało się w roku 2007 nakładem wydawnictwa WAB.

## Fabuła
Po zastrzeleniu na służbie mężczyzny Kurt Wallander zaczyna popadać w depresję i alkoholizm. Podjął właśnie decyzję, że opuści szeregi policji, lecz jego stary przyjaciel Sten Torstensson prosi go o pomoc w przeprowadzeniu śledztwa w sprawie niedawnej śmierci jego ojca w podejrzanym wypadku samochodowym. Na początku inspektor odrzuca podejrzenia przyjaciela jako mało prawdopodobne, lecz kiedy Sten zostaje zamordowany, Kurt wraca do pracy policyjnej i próbuje rozwiązać sprawę, którą uważa za podwójne morderstwo.

## Adaptacje
W roku 2003 na podstawie Mężczyzny, który się uśmiechał szwedzka telewizja nakręciła dwugodzinny film, w którym rolę Wallandera zagrał Rolf Lassgård. Na podstawie powieści powstał też 90-minutowy odcinek serialu telewizyjnego BBC pod tytułem "Wallander", w którym postać głównego bohatera zagrał Kenneth Branagh.